# 1,2-Dioxetandion
1,2-Dioxetandion wurde als reaktive Zwischenstufe (Intermediat) der Chemilumineszenz-Reaktion von Oxalsäurearylestern mit Wasserstoffperoxid vorgeschlagen (Peroxyoxalat-Chemilumineszenz). Die Existenz der heterocyclischen Verbindung scheint jedoch unsicher zu sein.
Als chemische Verbindung würde 1,2-Dioxetandion zur Klasse der Dioxetane und den organischen Peroxiden, speziell den Peroxylacetonen zählen. Der
Vierring-Heterocyclus kann auch als cyclisches Oxid des Kohlenstoffs bzw. als Dimer von Kohlenstoffdioxid aufgefasst werden.
Es wurde postuliert, dass 1,2-Dioxetandion in einer exergonischen Reaktion in zwei Moleküle Kohlendioxid zerfällt. Die Energie soll auf Farbstoffmoleküle (Fluoreszenzfarbstoffe) übertragen werden, wodurch das Phänomen der Chemolumineszenz auftritt.
Für die Energieübertragung wurden noch weitere Zwischenstufen diskutiert. Der Nachweis von 1,2-Dioxetandion in der Gasphase durch massenspektroskopische Methoden wurde bestritten.[4] In Lösung konnte die Verbindung jedoch durch 13C-NMR-spektroskopische Untersuchung der Reaktion von 13C-markiertem Oxalylchlorid mit Wasserstoffperoxid identifiziert werden.

## Verwendung
In Leuchtstäben werden als Ausgangsstoffe zur Erzeugung des postulierten 1,2-Dioxetandions Derivate der Oxalsäure verwendet. Beispiele sind Bis(2,4,6-trichlorphenyl)oxalat (TCPO) oder Bis(2,3-dinitrophenyl)oxalat (DNPO). Der heute am häufigsten kommerziell eingesetzte Ausgangsstoff ist jedoch Bis(2,4,5-trichlorphenyl-6-carbopentoxyphenyl)oxalat (CPPO). Alle diese Ausgangsstoffe sind Acylierungsmittel („Reaktivester“) und sollen bei Zugabe von Wasserstoffperoxid zu zwei Äquivalenten des (substituierten) Phenols und 1,2-Dioxetandion reagieren.

## Externe Links zu erwähnten Verbindungen
1. ↑  Externe Identifikatoren von bzw. Datenbank-Links zu Bis(2,3-dinitrophenyl)oxalat:  CAS-Nr.: 16536-30-4, EG-Nr.: 628-468-7, ECHA-InfoCard: 100.156.735, PubChem: 3080704, ChemSpider: 2338445, Wikidata: Q4917155.
2. ↑  Externe Identifikatoren von bzw. Datenbank-Links zu Bis(2,4,5-trichlorphenyl-6-carbopentoxyphenyl)oxalat:  CAS-Nr.: 30431-54-0, EG-Nr.: 250-195-3, ECHA-InfoCard: 100.045.618, PubChem: 93137, ChemSpider: 84082, Wikidata: Q15410297.